# George Reed (Musiker)
George Reed (* 1922 in Coal County, West Virginia; † 9. Oktober 2011 in Elmira, New York) war ein US-amerikanischer Jazz-Schlagzeuger und Sänger.

## Leben und Wirken
Reed wuchs im New Yorker Stadtteil Harlem in der Nähe des Savoy Ballroom auf; die Basie-Musiker Jo Jones und Freddie Green waren seine frühen Mentoren. Im Laufe seiner Karriere spielte er u. a. mit Charlie Parker, Red Allen, Marian McPartland, Joe Venuti, Buddy Tate und Bertha Hope. In der All-Stars-Formation Saints and Sinners um Vic Dickenson und Red Richards tourte er 1970 durch Europa. Als Schlagzeuger und Sänger spielte er in seinen späten Jahren mit der Swing- und Tanzband Lindy Hop Heaven und trat häufig im Jazzclub Green Pastures in Elmira auf, wo er seit 1990 lebte und Mentor für jüngere Jazzmusiker war. In den 2000er Jahren hatte er ein Trio mit Jeff Barone (Gitarre) und Ron Oswanski (Orgel). Reed, der bis 2010 als Musiker aktiv war, starb im Oktober 2011 im Alter von 89 Jahren im Chemung County Nursing Facility in Elmira.

## Diskographische Hinweise
- Red Allen: Live 1965 (Storyville Records, 1965)
- The Buddy Tate Celebrity Club Orchestra: Unbroken (MPS, 1970)
- The Saints & Sinners In Europe (MPS, 1970) mit Rudy Powell, Red Richards, Vic Dickenson, Herman Autrey
- Marion McPartland, Jimmy McPartland & The All Star Jazz Assassins: !Wanted! (Improv, 1977)
- Lindy Hop Heaven: Goin' To Lindy Land (2002)